# Cartersville
Cartersville ist eine City und zudem der County Seat des Bartow County im US-Bundesstaat Georgia mit 23.187 (Stand: Volkszählung 2020).

## Geographie
Cartersville liegt im Nordwesten des Bundesstaates am Nordufer des Etowah River. Die Stadt grenzt im Südosten direkt an die Stadt Emerson und liegt etwa 50 km nordwestlich von Atlanta.

## Geschichte
In der Umgebung der Stadt wurden verschiedene indianische Überreste gefunden. Zum einen die der Cartersville-Kultur aus der Zeit um 200 v. Chr. und die der Mound-Builder-Kulturen um 1000. Die zeitlich älteren Überreste werden als Handelsposten interpretiert und als Etowah Indian Mounds Historic Site der Öffentlichkeit zugänglich gemacht. 
In den 1840er Jahren erhielt Cartersville Eisenbahnanschluss durch die Western and Atlantic Railroad. Die Stadt spielte während des Atlanta-Feldzugs von Mai bis September 1864 eine größere Rolle.
Im Rahmen des Feldzuges wurde die 1833 gegründete, 10 Kilometer entfernte Ortschaft Cassville zerstört. Die etwa 1300 Einwohner bauten den Ort nicht wieder auf und siedelten nach Cartersville um.

## Demographische Daten
Laut der Volkszählung von 2010 verteilten sich die damaligen 19.731 Einwohner auf 7.250 bewohnte Haushalte, was einen Schnitt von 2,60 Personen pro Haushalt ergibt. Insgesamt bestehen 8.171 Haushalte. 
67,2 % der Haushalte waren Familienhaushalte (bestehend aus verheirateten Paaren mit oder ohne Nachkommen bzw. einem Elternteil mit Nachkomme) mit einer durchschnittlichen Größe von 3,17 Personen. In 36,9 % aller Haushalte lebten Kinder unter 18 Jahren sowie in 25,1 % aller Haushalte Personen mit mindestens 65 Jahren.
28,8 % der Bevölkerung waren jünger als 20 Jahre, 27,8 % waren 20 bis 39 Jahre alt, 26,2 % waren 40 bis 59 Jahre alt und 18,1 % waren mindestens 60 Jahre alt. Das mittlere Alter betrug 36 Jahre. 48,5 % der Bevölkerung waren männlich und 51,5 % weiblich.
70,8 % der Bevölkerung bezeichneten sich als Weiße, 18,5 % als Afroamerikaner, 0,4 % als Indianer und 1,0 % als Asian Americans. 6,5 % gaben die Angehörigkeit zu einer anderen Ethnie und 2,7 % zu mehreren Ethnien an. 12,7 % der Bevölkerung bestand aus Hispanics oder Latinos.
Das durchschnittliche Jahreseinkommen pro Haushalt lag bei 47.076 USD, dabei lebten 20,7 % der Bevölkerung unter der Armutsgrenze.

## Sehenswürdigkeiten

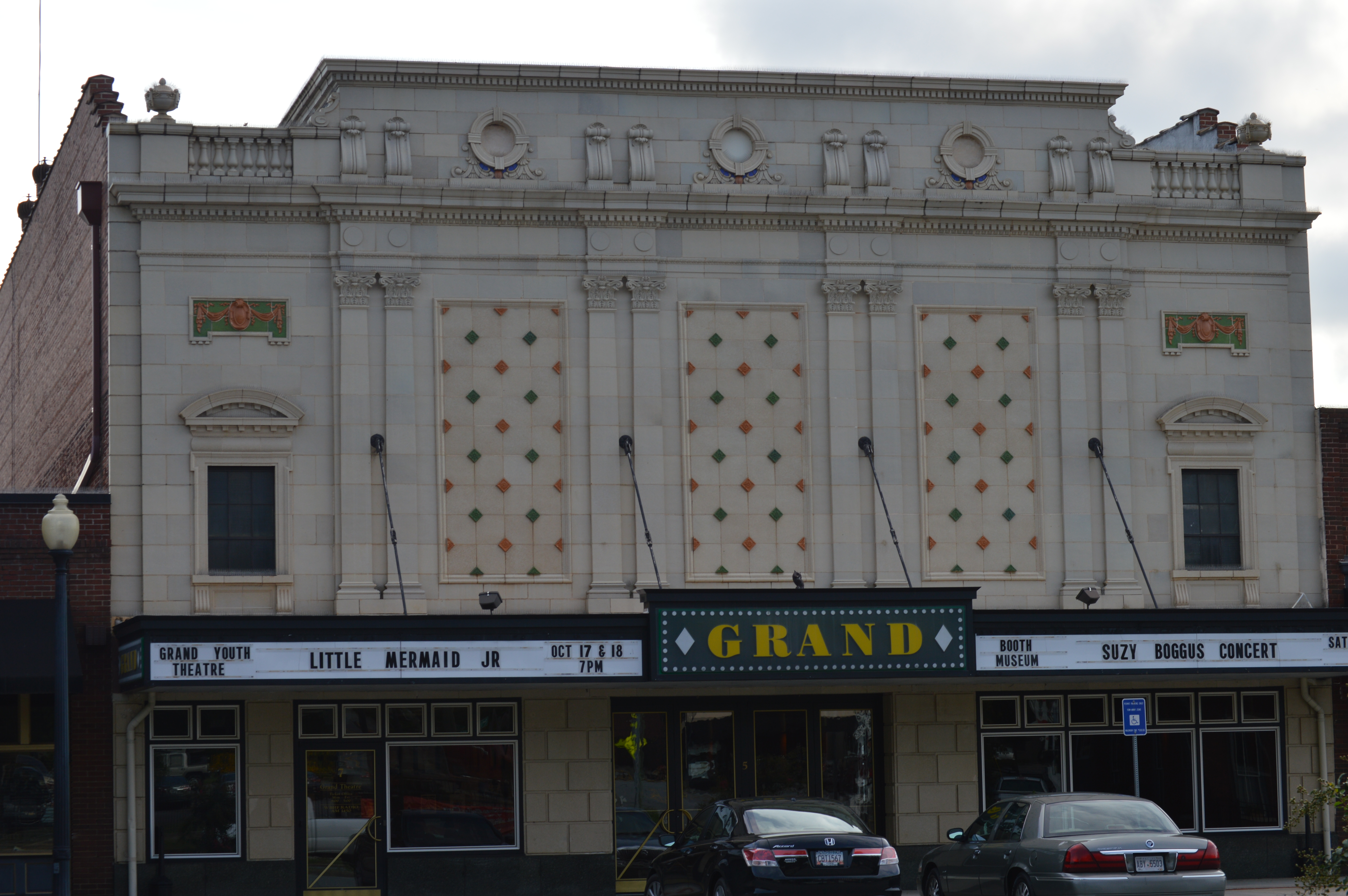
Cartersville Grand Theater

Folgende Objekte sind im National Register of Historic Places gelistet:
| - American Textile Company - Bartow County Courthouse - Benham Place - Etowah Mounds - Etowah Valley District - Felton, Rebecca Latimer, House - First Presbyterian Church | - Grand Theater - Sam Jones Memorial United Methodist Church - North Erwin Street Historic District - North Wall Street Historic District - Old Bartow County Courthouse - Sam Jones House - Valley View |

## Verkehr
Cartersville wird von der Interstate 75, von den U.S. Highways 41 und 411 sowie von den Georgia State Routes 20, 61, 113 und 293 durchquert. Der nächste Flughafen ist der Flughafen Atlanta (rund 80 km südöstlich).

## Kriminalität
Die Kriminalitätsrate lag im Jahr 2010 mit 324 Punkten (US-Durchschnitt: 266 Punkte) im durchschnittlichen Bereich. Es gab sieben Vergewaltigungen, 16 Raubüberfälle, 35 Körperverletzungen, 161 Einbrüche, 692 Diebstähle, 51 Autodiebstähle und zwei Brandstiftungen.

## Söhne und Töchter der Stadt
- Reuben Ellis Jenkins (1896–1975), Generalleutnant der US Army
- Wayne Knight (* 1955), Schauspieler
- David Murry (* 1957), Autorennfahrer
- Benjamin Walker (* 1982), Schauspieler
- Butch Walker (* 1969), Solokünstler, Musikproduzent und Songschreiber